# Bombardero estratégico

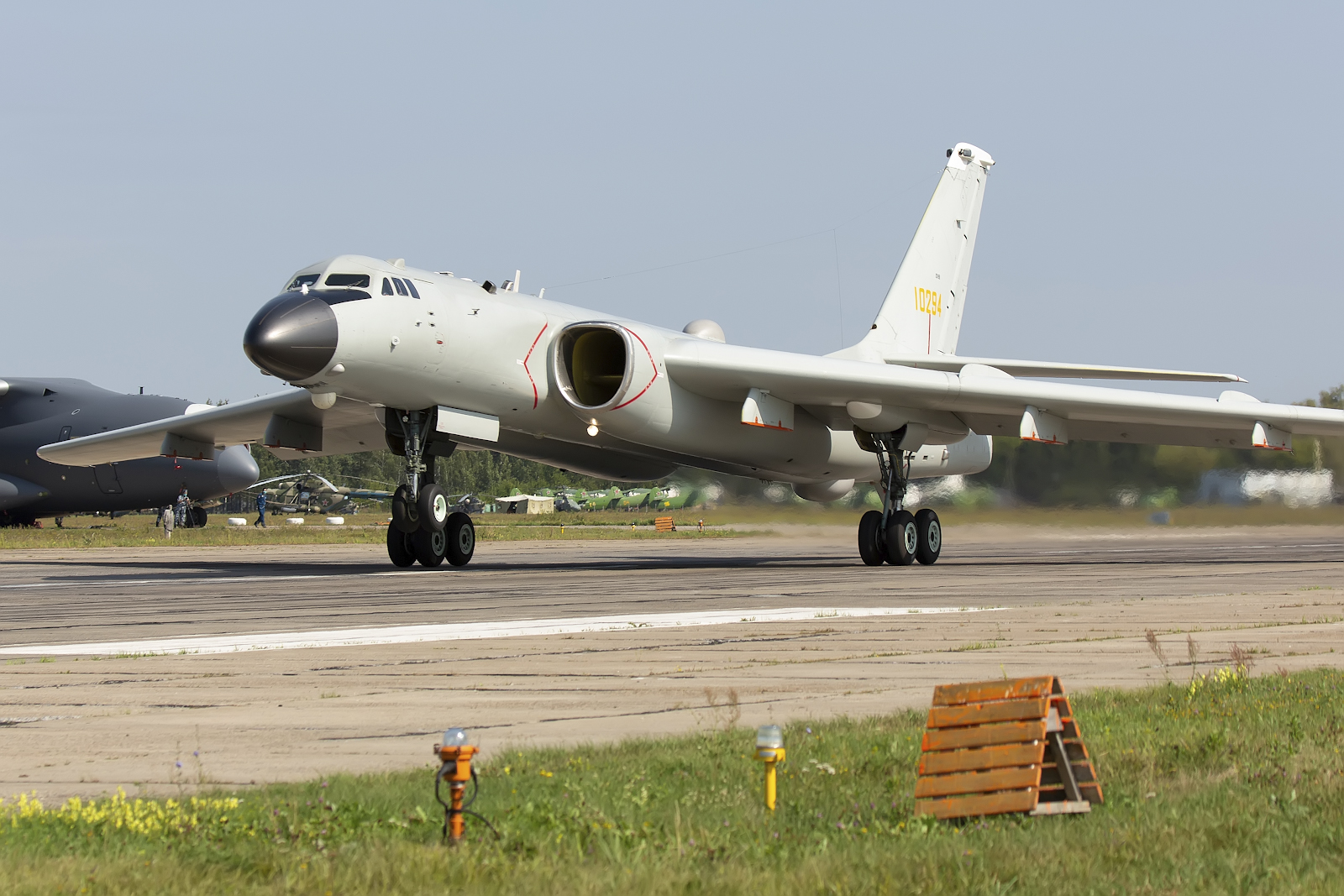
Xian H-6.

Un bombardero estratégico o superbombardero es una aeronave militar de gran tamaño, diseñada para lanzar grandes cantidades de bombas y munición diversa de largo alcance, con el propósito de debilitar la capacidad del enemigo para mantener la guerra. Al contrario de los bombarderos tácticos, que son usados en la zona de combate para atacar tropas y equipamiento militar enemigo, los bombarderos estratégicos son construidos para volar hacia el corazón del territorio enemigo para destruir objetivos estratégicos como fábricas, presas, bases militares, puentes y ciudades. Los bombarderos estratégicos pueden, en algunos casos, ser usados para misiones tácticas. 
Durante la Guerra Fría, tanto los Estados Unidos como la Unión Soviética mantuvieron bombarderos estratégicos preparados para partir en cualquier momento y a cualquier lugar, como parte de la estrategia de disuasión conocida como «destrucción mutua asegurada». La mayoría de los bombarderos estratégicos de ambas superpotencias fueron concebidos para el lanzamiento de armas nucleares. Durante una época, bombarderos B-52 Stratofortress se mantenían 24 horas al día volando en el espacio aéreo próximo a la frontera soviética.
Los bombarderos estratégicos más recientes, como el B-1B Lancer, el Tupolev Tu-160 y, sobre todo, el B-2 Spirit, incorporan tecnologías furtivas para minimizar las posibilidades de detección por el enemigo. Durante la Operación Tormenta del Desierto, la guerra de Afganistán (2001-2021) y la invasión de Irak de 2003, bombarderos estadounidenses B-52 y B-1 fueron empleados en su uso estratégico y táctico. Durante la guerra de Afganistán (1978-1992), muchos Tupolev Tu-95 rusos lanzaron bombardeos masivos sobre distintas zonas del país. 

## Los bombarderos estratégicos más destacados
Ordenados por fecha de primer vuelo.

### Primera Guerra Mundial

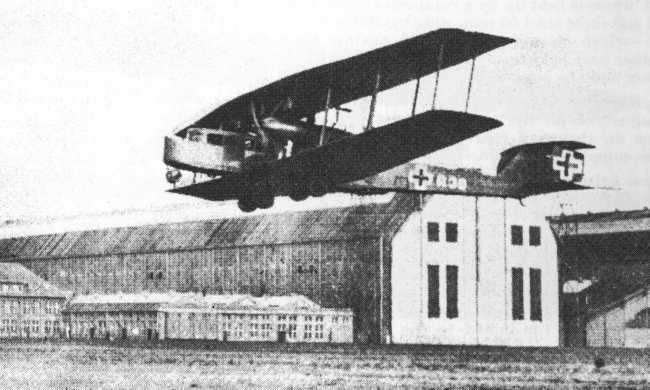
Zeppelin-Staaken R.VI

- Zeppelin
- Sikorsky Ilya Muromets
- Caproni Ca.1
- Handley Page Type O
- Caproni Ca.3
- Gotha G.V
- Zeppelin Staaken R.VI
- Handley Page V/1500

### Segunda Guerra Mundial

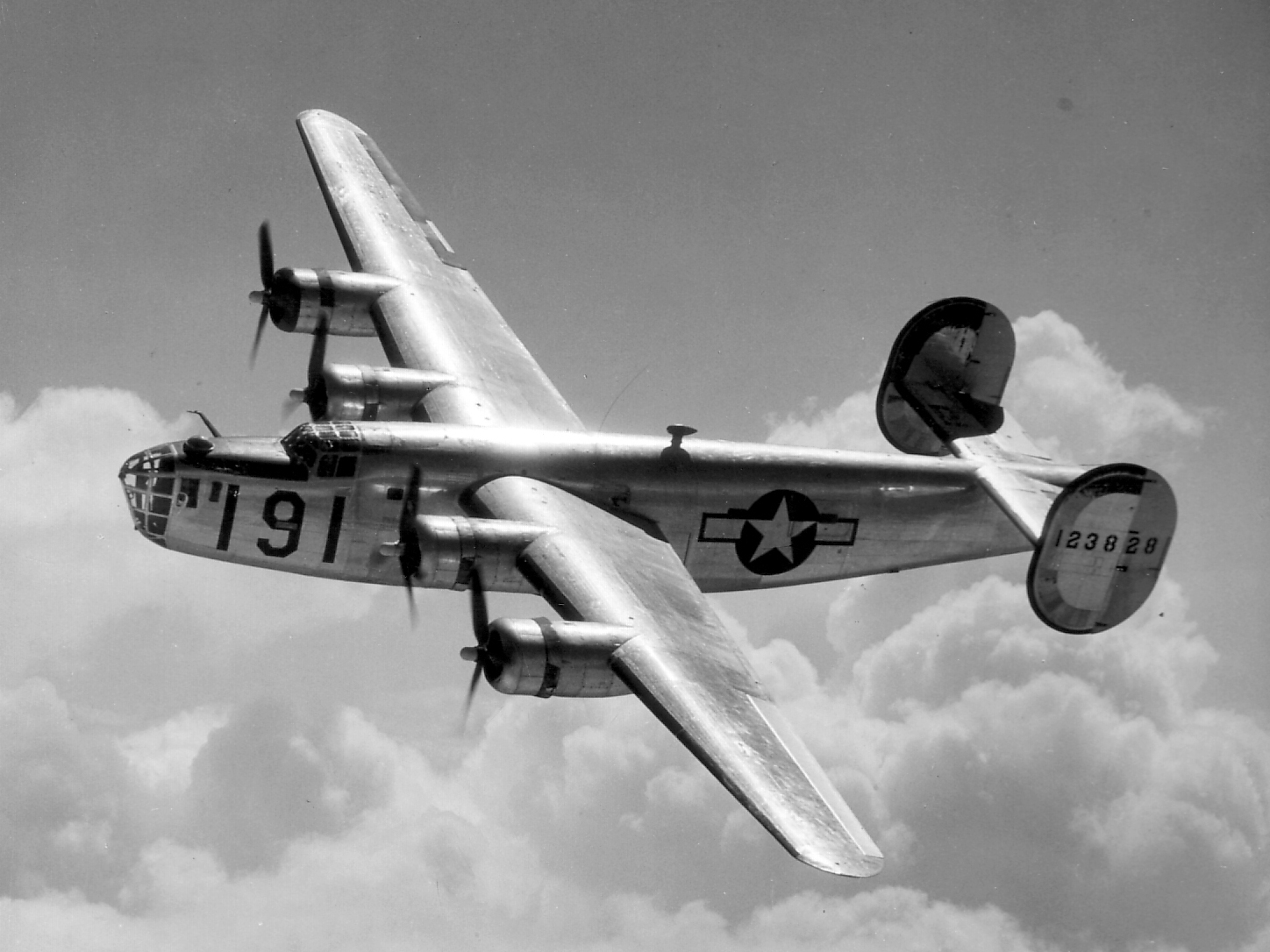
B-24 Liberator.

- Boeing B-17 Flying Fortress
- Petlyakov Pe-8
- Short Stirling
- Handley Page Halifax
- Heinkel He 177
- Consolidated B-24 Liberator
- Avro Lancaster
- Boeing B-29 Superfortress

### Guerra Fría

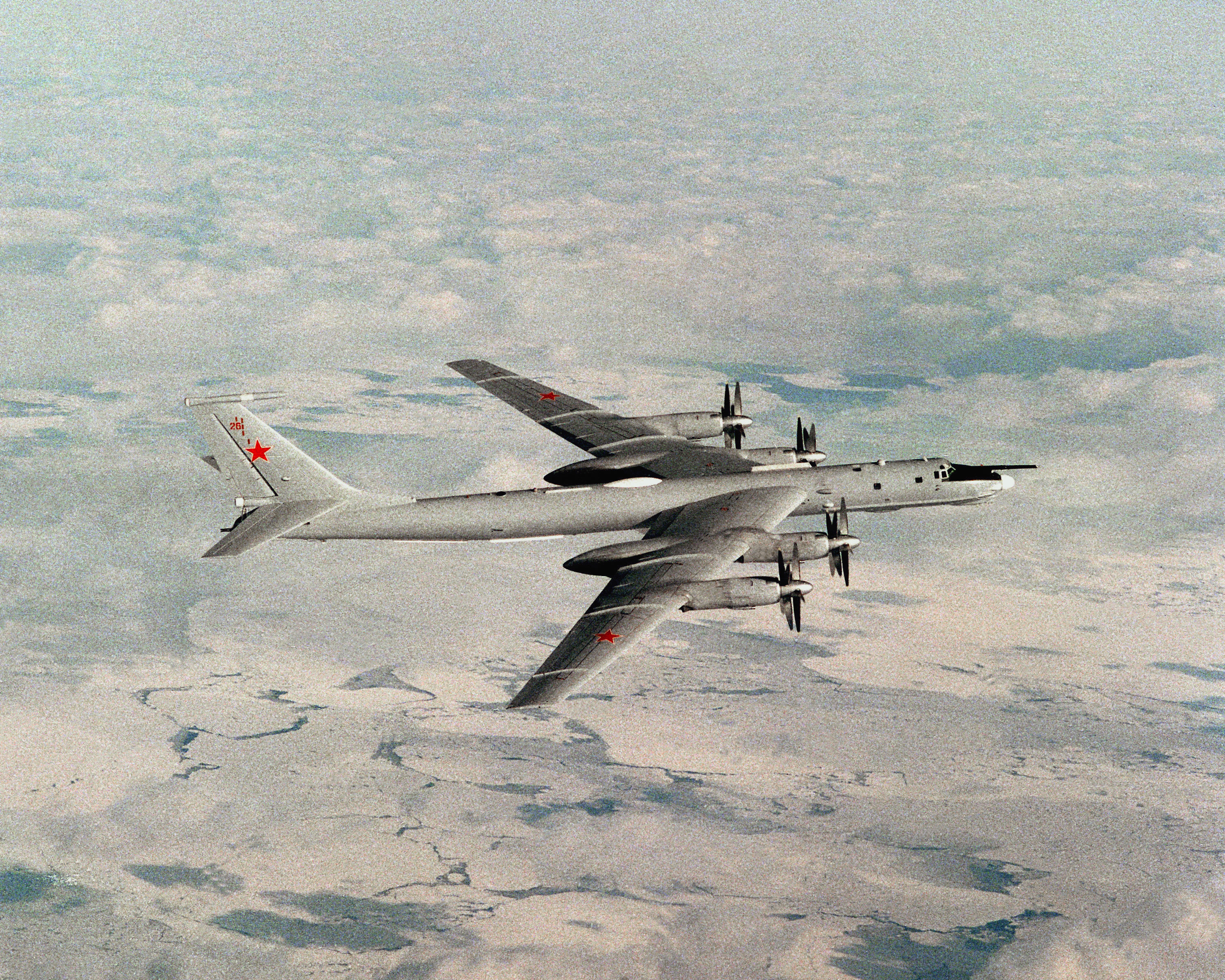
Tupolev Tu-95.

- Convair B-36 "Peacemaker"
- North American B-45 Tornado
- Tupolev Tu-4, versión de ingeniería inversa del B-29 Superfortress
- Boeing B-50 Superfortress
- Boeing B-47 Stratojet
- Vickers Valiant
- Boeing B-52 Stratofortress
- Tupolev Tu-16
- Avro Vulcan
- Tupolev Tu-95
- Handley Page Victor
- Myasishchev M-4
- B-58 Hustler
- Dassault Mirage IV
- General Dynamics FB-111A, una variante con capacidad nuclear del F-111 'Aardvark' 1965
- Tupolev Tu-22M

### Posteriores a la Guerra Fría

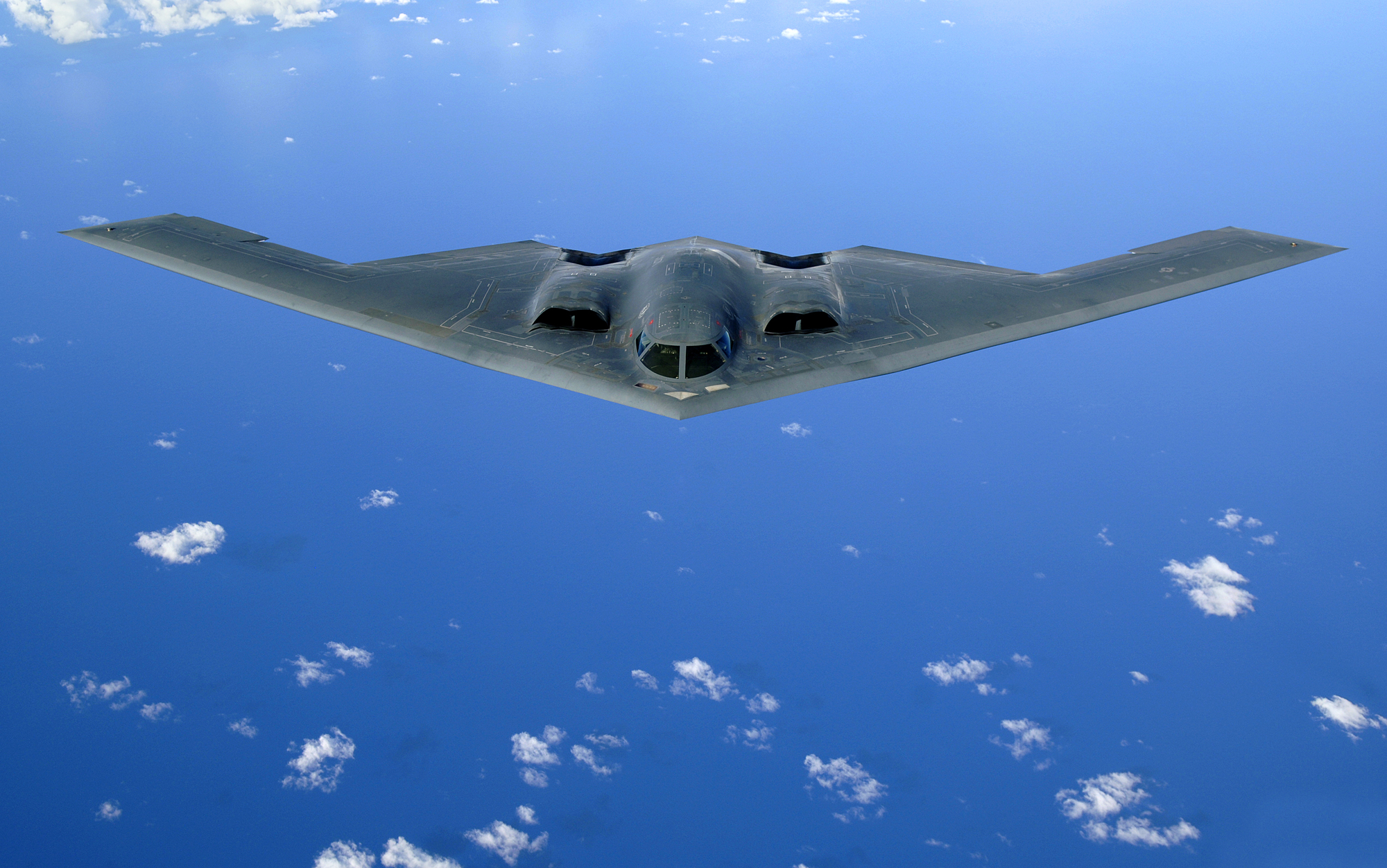
B-2 Spirit.

- Boeing B-52 Stratofortress
- Tupolev Tu-95
- Tupolev Tu-22M
- Rockwell B-1 Lancer
- Tupolev Tu-160
- Northrop Grumman B-2 Spirit
- Xian H-6
- Northrop Grumman B-21 Raider
- Xian H-20
- Sukhoi PAK DA